# Harry Jones
Harry Jones   (8 de maig de 1895 - 24 de desembre de 1956) va ser un regatista estatunidenc de naixement, però canadenc d'adopció que va competir durant la dècada de 1930.
El 1932 va prendre part en els Jocs Olímpics de Los Angeles, on va guanyar la medalla de plata en la categoria de 8 metres del programa de vela. Jones navegà a bord del Santa Maria junt a Ernest Cribb, Peter Gordon, Hubert Wallace, Ronald Maitland i George Gyles.